# Serbiens socialistiska parti
Serbiens socialistiska parti (serbiska: Социјалистичка партија Србије, förkortat СПС/Socijalistička partija Srbije, förkortat SPS) är ett politiskt parti i Serbien som bildades 1990 av Slobodan Milošević.